# John Walter Smith
John Walter Smith (Worcester megye, 1845. február 5. – Baltimore, 1925. április 19.) az Amerikai Egyesült Államok szenátora (Maryland, 1908–1921).